# Rachid Azzouzi
Pour les articles homonymes, voir Azzouzi.
Rachid Azzouzi est un footballeur international marocain, né le 10 janvier 1971 à Taounate , au Maroc. Il évolue au poste de milieu de terrain.
Il possède également la nationalité allemande.
Avec l'équipe du Maroc, il a participé à deux Coupes du monde, en 1994 et 1998.

## Les matchs avec l'équipe nationale
1. 26/12/1991 Casablanca : Maroc vs Algérie 1 - 1 Amical
2. 12/01/1992 Dakar : Cameroun vs Maroc 0 - 1 CAN 1992
3. 14/01/1992 Dakar : Zaïre vs Maroc 1 - 1  CAN 1992
4. 06/02/1994 Slovaquie - Maroc à Sharjah 1 - 2 Tournoi EAU
5. 23/02/1994 Casablanca : Maroc vs Finlande : 0 - 0 Amical
6. 20/04/1994 Salta : Argentine vs Maroc : 3 - 1 Amical
7. 19/06/1994 Belgique - Maroc à Orlando 1 - 0 C.M 1994
8. 25/06/1994 Arabie Saoudite - Maroc à New York 2 - 1 C.M 1994
9. 29/06/1994 Pays Bas - Maroc à Orlando 2 - 1 C.M 1994
10. 04/06/1995 Abidjan : Côte d’Ivoire vs Maroc : 2 - 0 Elim. CAN 1996
11. 09/11/1996 Rabat : Maroc vs Sierra Leone : 4 - 0 Elim. CM 1998
12. 11/12/1996 Maroc vs Croatie à Casablanca 2 - 2 (6 - 7) Coupe Hassan II
13. 22/02/1997 Sénégal - Maroc Dakar 0 - 0 Elim. CAN 1998
14. 06/04/1997 Gabon - Maroc Libreville 0 - 4 Elim. CM 1998
15. 26/04/1997 Sierra Leone - Maroc Freetown 0 - 1 Elim. CM 1998
16. 31/05/1997 Maroc - Ethiopie Rabat 4 - 0 Elim. CAN 1998
17. 07/06/1997 Maroc - Ghana Casablanca 1 - 0 Elim. CM 1998
18. 21/06/1997 Maroc - Egypte Rabat 1 - 0 Elim. CAN 1998
19. 09/10/1997 Brésil - Maroc Belem 2 - 0 Amical
20. 26/11/1997 Maroc - Togo Rabat 3 - 0 Amical
21. 14/01/1998 Maroc - Angola Casablanca 2 - 1 Amical
22. 05/02/1998 Maroc - Niger Marrakech 3 - 0 Amical
23. 09/02/1998 Zambie - Maroc Bobo Dioulassou 1 - 1 CAN 1998
24. 13/02/1998 Mozambique - Maroc Bobo Dioulassou 0 - 3 CAN 1998
25. 22/02/1998 Afrique du sud - Maroc Ouagadougou 2 - 1 ¼ de finale CAN 1998
26. 29/05/1998 Maroc - France Casablanca 2 - 2 (6 - 5) Coupe Hassan II
27. 04/06/1998 Chili - Maroc Avignon 1 - 1 Amical
28. 10/06/1998 Norvège - Maroc Montpellier 2 - 2 C.M 1998
29. 23/06/1998 Ecosse - Maroc St-Etienne 0 - 3 CM 1998